# جان ثيسن
جان ثيسن، من مواليد 21 ابريل 1946، لاعب كرة قدم بلجيكي سابق، ومدرب كرة قدم بلجيكي حالي.
لعب مع منتخب بلجيكا لكرة القدم.

## روابط خارجية
- جان ثيسن على موقع الاتحاد الدولي (مؤرشف)  (الإنجليزية)
- جان ثيسن على موقع الاتحاد الأوربي (الإنجليزية)
- جان ثيسن على موقع الاتحاد البلجيكي (الإنجليزية)
- جان ثيسن على موقع قاعدة بيانات كرة القدم.إي يو (الإنجليزية)
- جان ثيسن على موقع ناشيونال فوتبول تيمز (الإنجليزية)
- جان ثيسن على موقع عالم كرة القدم.نت (الإنجليزية)